# Vallfogona de Balaguer (kommun)
Vallfogona de Balaguer är en kommun i Spanien.   Den ligger i provinsen Província de Lleida och regionen Katalonien, i den östra delen av landet, 400 km öster om huvudstaden Madrid. Antalet invånare är 1 853. Arean är 27,0 kvadratkilometer. Vallfogona de Balaguer gränsar till Balaguer, La Sentiu de Sió, Bellcaire d'Urgell, Bellvís, Linyola och Térmens. 
Terrängen i Vallfogona de Balaguer är platt.